# Levalloisteknik

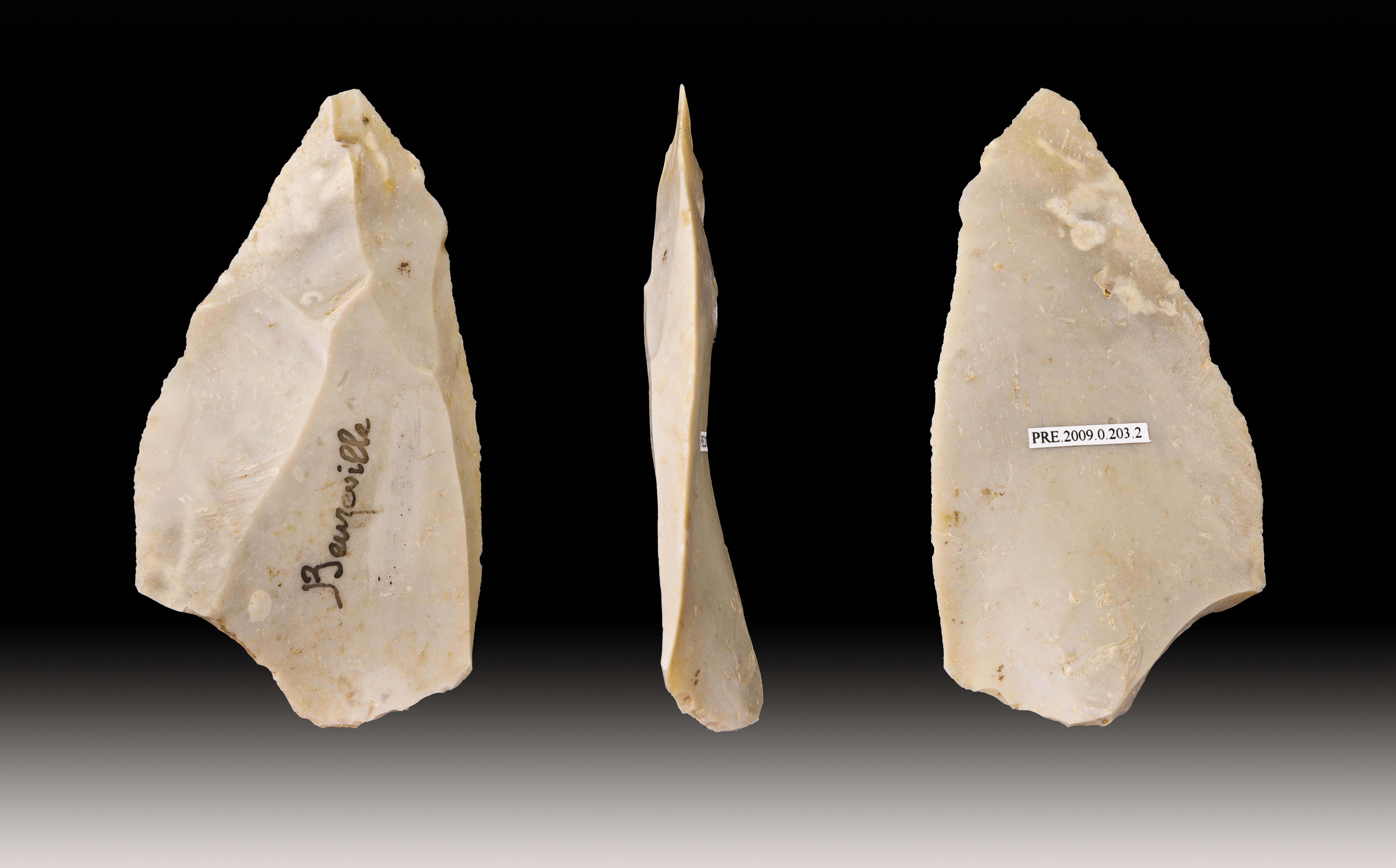
Levalloisspets

Hur en pilspets tillverkas i Levalloisteknik.

Levalloisteknik är ett namn på en särskild typ av stenteknologi som utvecklades under paleolitikum. Namnet kommer av fynden av flintföremål som gjordes under 1800-talet vid Levallois-Perret 48°53′40″N 2°17′18″Ö / 48.89444°N 2.28833°Ö, en förort till Paris i Frankrike. Levalloistekniken var mer sofistikerad än andra, tidigare, stenteknologier och går ut på att slå avslag från en kärna. En plattform skapas och sedan formas kärnan genom att små avslag slås så att konturerna för det tilltänkta föreålet formas. Detta åstadkommer en konvex form på ena sidan av kärnan vilket gett upphov till namnet "sköldpaddskärna", eftersom formen påminner om ett sköldpaddsskal. När avslaget sedan slås från kärnan lösgörs ett avslag med tydlig konvex form på dorsalsidan medan ventralsidan förblir plan. Avslagets kanter är då också skarpa, beroende på det tidigare prepareringsarbetet.
Denna metod ger en större kontroll över avslagets storlek och form och slutprodukten kunde sedan användas som skrapa eller kniv och tekniken kunde också anpassas för att tillverka särskilda pilspetsar, kallade "Levalloisspetsar". 
Tekniken introduceras under tidigpaleolitikum men förknippas främst med neanderthalmänniskans moustérienkultur under mellanpaleolitikum. I bördiga halvmånen användes Levalloistekniken ända in i senpaleolitikum och senare.
Avslagens distinkta former gjorde att man först trodde att det rörde sig om en vida spridd Levalloiskultur, men eftersom tekniken är så vida spridd, både geografiskt och tidsmässigt har denna tolkning övergivits.

## Externa länkar

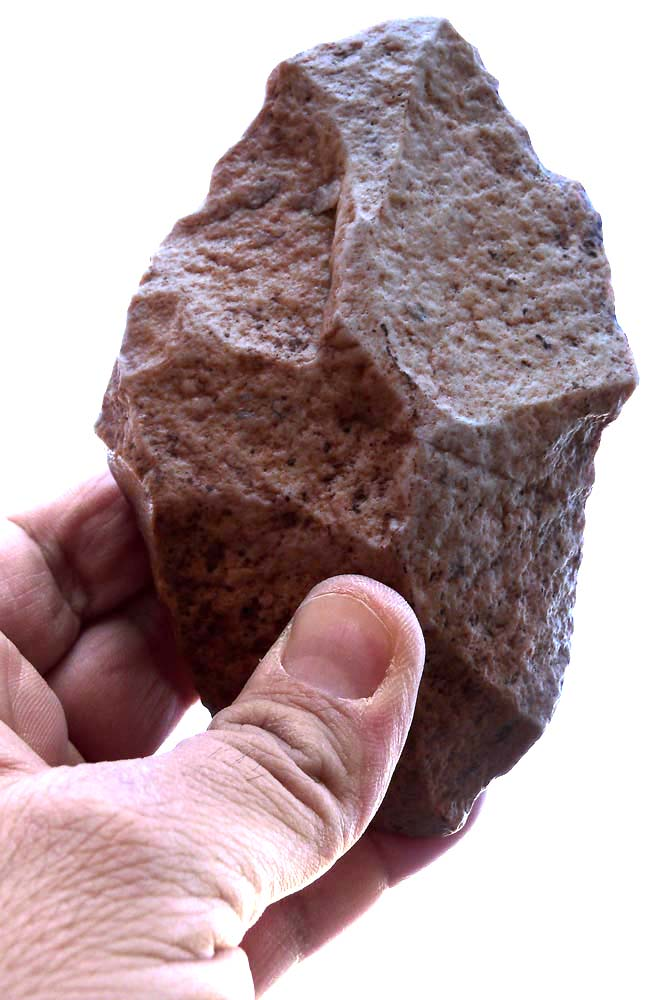
Ett stort levalloisavslag